# Asparagus capensis
Asparagus capensis — вид рослин із родини холодкових (Asparagaceae).

## Біоморфологічна характеристика
Стебла здерев'янілі, рясно розгалужені, майже прямовисні, круглі в перерізі. Колючки великі, розлогі, гострі, по одному біля основи кожного пучка кінцевих гілок. Гілки висхідні, дерев'янисті, досить гнучкі; гілочки в густих кластерах, 19–26 мм завдовжки. Кладодії шилоподібні, щільно згруповані, висхідні, блідо-зелені, 2–3 мм завдовжки. Квітки розміщені тільки на верхівках гілок, зазвичай поодинокі, майже сидячі. Оцвітина дзвонова, ≈ 3 мм завдовжки; сегменти довгасті, тупі. Ягода дрібна, 1-насінна.

## Середовище проживання
Ареал: Капська провінція ПАР, Намібія.